# Zuid-Thürings voetbalkampioenschap
Het Zuid Thürings voetbalkampioenschap (Duits: Gauliga Südthüringen) was een van de regionale voetbalcompetities van de Midden-Duitse voetbalbond, die bestond van 1910 tot 1933. Tussen 1918 en 1923 speelden de clubs het gezamenlijke Thürings voetbalkampioenschap. De kampioen plaatste zich telkens voor de Midden-Duitse eindronde en maakte zo ook kans op de nationale eindronde. De clubs uit Coburg en Neustadt bei Coburg behoorden sinds 1920 tot Beieren en zouden in theorie bij de Zuid-Duitse voetbalbond moeten spelen, maar omdat zij hiervoor al lid waren in Midden-Duitsland verkozen zij om hier te blijven spelen.
Tijdens de Eerste Wereldoorlog werd er geen competitie gespeeld in Zuid-Thüringen, in tegenstelling tot in andere naburige competities. In 1918 werd de competitie geherstructureerd. De competities van Noord-, Oost-, Zuid- en West-Thüringen en die van Wartburg werden verenigd in de Thüringenliga. Clubs uit Zuid- en West-Thüringen werden te zwak bevonden en hadden pas vanaf 1920 een deelnemer aan de competitie. In 1919 voerde de Midden-Duitse bond in al zijn competities een herschikking door die Thüringen al een jaar eerder gedaan had. De competitie kreeg wel de nieuwe naam Kreisliga Thüringen. 
In 1923 besliste de bond om de Kreisliga af te voeren en de vooroorlogse competities in ere te herstellen, allen onder de naam Gauliga. 
In 1933 kwam de Nationaalsocialistische Duitse Arbeiderspartij aan de macht en werden de overkoepelende voetbalbonden en hun talloze onderverdelingen opgeheven om plaats te maken voor de nieuwe Gauliga. Enkel kampioen SV 1908 Steinach kwalificeerde zich voor de Gauliga Mitte. Twee clubs plaatsten zich voor de Bezirksklasse Thüringen, die nu de tweede klasse werd. De grenscorrectie die in 1920 niet doorgevoerd werd werd nu wel toegepast en de clubs uit de regio Coburg werden naar de veel sterkere Sportgau Bayern overgeheveld. De overige clubs bleven in de competitie, die nu, onder de naam Kreisklasse Südthüringen, de derde klasse werd. 

## Erelijst
- 1911 1. FC 04 Sonneberg
- 1912 1. FC 04 Sonneberg
- 1913 FC Adler Neustadt
- 1914 FC 07 Coburg
- 1924 SC Oberlind 06
- 1925 1. FC 1907 Lauscha
- 1926 1. SC Sonneberg 04 *
- 1927 SC Oberlind 06
- 1928 SC Oberlind 06
- 1929 VfB Coburg
- 1930 SV 08 Steinach
- 1931 VfL Neustadt
- 1932 SV 08 Steinach
- 1933 SV 08 Steinach
- Sonneberg werd kampioen, maar Oberlind, dat twee punten minder telde en twee wedstrijden minder gespeeld had werd als kampioen afgevaardigd naar de eindronde.

### Seizoenen eerste klasse
Hieronder overzicht seizoenen van de Zuid-Thüringse competitie (1910-1914, 1923-1933). De seizoenen van de Zuid-Thüringse competitie als tweede klasse zijn hier niet bijgeteld, wel de vijf seizoenen van de Thüringenliga en Kreisliga (1918-1923). Tussen 1918 en 1920 speelde geen enkele club uit Zuid-Thüringen in de hoogste klasse. 
| Club                     | /19 | Periode (1910-1914, 1918-1933)  |
| ------------------------ | --- | ------------------------------- |
| VfB 1907 Coburg          | 17  | 1910-1914, 1920-1933            |
| 1. SC Sonneberg 04       | 14  | 1910-1914, 1923-1933            |
| SC 06 Oberlind           | 12  | 1910-1911, 1922-1933            |
| 1. FC 07 Lauscha         | 12  | 1921-1933                       |
| VfL 07 Neustadt          | 11  | 1922-1933                       |
| SV 1908 Steinach         | 10  | 1923-1933                       |
| SpVgg Neuhaus-Igelshieb  | 8   | 1924-1925, 1926-1933            |
| FC Viktoria 1909 Coburg  | 8   | 1923-1927, 1929-1933            |
| Sportring 1910 Sonneberg | 8   | 1923-1930, 1932-1933            |
| SC 1903 Eisfeld          | 8   | 1911-1914, 1924-1928, 1930-1931 |
| 1. FC 1910 Köppelsdorf   | 5   | 1925-1926,1928-1932             |
| SC 1919 Effelder         | 3   | 1923-1924, 1931-1933            |
| SC Fröhlich Neustadt     | 2   | 1927-1929                       |
| FC Kronach 1908          | 2   | 1910-1912                       |
| FC Adler Neustadt        | 2   | 1910-1911, 1912-1913            |
| 1. FC Michelau 09        | 1   | 1913-1914                       |
| SC Mengersgereuth        | 1   | 1929-1930                       |
| SV Neuhaus               | 1   | 1923-1924                       |

1910/11 · 1911/12 · 1912/13 · 1913/14 · 1923/24 · 1924/25 · 1925/26 · 1926/27 · 1927/28 · 1928/29 · 1929/30 · 1930/31 · 1931/32 · 1932/33